# Harris M. Plaisted
Harris Merrill Plaisted, född 2 november 1828 i Jefferson, New Hampshire, död 31 januari 1898 i Bangor, Maine, var en amerikansk politiker och general i nordstaternas armé i amerikanska inbördeskriget. Han var ledamot av USA:s representanthus 1875–1877 och Maines guvernör 1881–1883.
Plaisted utexaminerades 1853 från Waterville College (senare Colby University, efter 1889 Colby College). Tre år senare avlade han juristexamen i Albany i delstaten New York och inledde sin karriär som advokat i Maine. I amerikanska inbördeskriget avancerade han till generalmajor. Plaisted fyllnadsvaldes 1875 som republikan till representanthuset efter att Samuel F. Hersey hade avlidit i ämbetet. Han ställde inte upp för omval.
Plaisted lämnade sedan republikanerna och besegrade 1880 sittande guvernören Daniel F. Davis med knapp marginal. Plaisted var förutom för demokraternas även Greenbackpartiets kandidat. Han efterträdde 1881 Davis som guvernör och efterträddes 1883 av Frederick Robie. Sonen Frederick W. Plaisted var Maines guvernör 1913–1915.